# 올인 (드라마)
《올인》(All In)은 2003년 1월 15일부터 2003년 4월 3일까지 방송된 SBS 드라마 스페셜이며, 60억원의 막대한 제작비와 투자·개발비(세트장 건립 비용, 해외 로케이션 촬영 비용 등)까지 만만치 않게 투입된 블록버스터급 대작이므로, 아시아와 태평양, 아메리카, 유럽 등 전 세계 30여개 국에서 동시 수출하였다.
이병헌의 아역인 김인하는 주성욱으로 낙점이 되었지만 촬영 3일 전에 진구으로 바뀌었다. 송혜교의 아역인 민수연 배역에는 송윤아와 이영애,신은경과 김희선등이 거론이 되었다

## 줄거리
영등포역 패거리의 보스인 인하(이병헌). 유년 시절에 고아원에서 자란 된 인하는 노름꾼 김치수 밑에서 자랐다. 세상을 너무 일찌감치 알아버린 그는 나이에 비해 영악하고 되바라졌다. 하지만, 배짱 두둑하고 의리가 있어 패거리들은 그를 좋아하고 따른다. 그 무렵 영등포 일대에는 전문 화투판인 하우스가 성행했으며 그 모든 조직망을 한 명의 사채업자가 장악하고 있었는데, 인근 관광호텔까지 인수한 최도환은 본격적으로 호텔 사업을 시작하게 된다. 어느 날 그의 아들 정원의 앞을 인하가 가로막고 선다. 그들과 어울리는 뒷골목에서 정원은 수연(송혜교)을 만나게 된다. 인하가 그랬듯이 정원 또한 수연을 본 순간 가슴이 멎을 것 같은 미묘한 감정을 느끼면서, 순식간에 그녀를 사랑하게 된다. 하지만 불의의 사고로 건달 임대치와 소년원에 수감된 인하는 세월이 흘러 소년원에서 교도소로 이감된다. 수연에 대한 그리움으로 교도소 복역 기간을 버티던 와중에 타짜인 유종구를 우연히 만난다. 인하의 승부 근성과 기질이 마음에 든 유종구는 금방 인하와 친하게 된다.
시간은 점점 흘러 마피아의 일원이 된 인하는 마피아의 보스인 팔코네를 수행하는 보디가드가 되고 미국에 카지노 해외 연수를 다녀온 수연은 친구인 타라의 집에서 인하와 극적인 재회를 하게 되는데, 불의의 사고로 인하는 결국 식물인간 상태가 되고 만다. 식물인간 상태에서 병상에 오랫동안 누워 있다가, 8개월 만에 기사회생으로 다시 되살아난 인하는 모두가 자신이 죽었다는 사실을 비로소 알게 되면서, 가장 소중한 사람을 졸지에 잃었다는 것에 대해서 심리적으로 무기력한 상태로 빠져 살게 된 이후, 미국에서 알게 된 제니라는 여자의 권유로 포커학 교수를 만나 도박과 겜블러의 참신하고 매력적인 세계를 접한 후 천부적인 재능을 발휘, 프로 갬블러로 거듭난다. 세계 포커 선수권 대회에서 우승을 차지한 후 본격적으로 호텔 운영과 카지노 사업에 뛰어들기 위해 귀국한 인하는 사랑과 성공을 놓고 정원과 운명적인 승부를 벌이게 되면서, 수연은 정원(지성)의 회사에서 일하게 되어 관계도 더 친밀해지고 정원은 수연을 더욱 사랑하게 되지만 수연은 다시금 누군가를 사랑하게 될 일 이 없을 꺼라면서 정원을 계속 밀어낸다.
이런 오랜 시간이 계속 진전되던 와중에, 프로 겜블러가 되어 엄청난 부자가 된 인하가 나타난다. 그리고 수연에게 다시 다가가지만 수연은 인하를 잊지 못하면서도 자신을 만난 후로 인하의 인생이 더 잘못 되었다고 한탄하며 인연이 아닌 것 같다는 말을 하고는 그 자리를 피한다. 하지만 인하는 몇 년 전 총에 맞은 후유증 때문에 뇌전증으로 인한 발작으로 혼수상태에 빠지고 수연은 못된 말을 했던 자신을 질책한다. 얼마 뒤 혼수상태에서 깨어난 인하는 돈과 명예 권력을 다 버린 채, 둘만의 추억이 있는 제주도로 가서 집을 하나 장만하고 거기서 살려고 한다. 그리고 그 곳에서 수연을 만나, 해피 엔딩으로 끝을 맺는다.

## 등장 인물
- (†) 표시는 드라마 상에서 최종적으로 사망한 인물이다.

### 주요 인물
마피아의 보스인 팔코네를 수행하는 보디가드로서 수연을 만남. 마피아 두목을 수행하는 보디가드를 그만두고 한국의 카지노에서 수연, 진희와 같이 일함. 일본어와 영어를 수연에게 배웠음. 하지만 미국에 있는 교회에서 민수연과 결혼식을 앞두고 마피아인 팔코네를 보호하다가 총상을 당한 후유증으로 혼수상태에 빠져 나중에 깨어나 본인이 하던 사업을 마무리 지으려고 하는데 갑자기 마이클 장의 본모습이 드러나 유종구와 같이 제거하려다 들켜버려 결국은 여태까지 포커대회에서 번 150불이 마피아 자금인걸 알게되고 모든걸 포기한채 민수연과 다시 재회하여 그토록 꿈꿔오던 제주도에 있는 섭지코지의 집에서 살게됨
영어와 일본말에 능통한 인재이다. 미국의 대학교에서 공부할 때에 마피아 두목인 팔코네의 딸의 공부를 돕는 일을 했다. 팔코네의 딸은 대학원에서 동북아시아의 역사와 언어를 공부하고 있었는데, 논문을 쓰는데 필요한 참고 자료를 찾아서 정리할 사람이 필요했던 것. 수연이 정리한 참고 자료가 마음에 든 팔코네의 딸은 마침 도자기 경매에서 일본말을 동시 통역할 사람으로 수연을 추천했다. 한국에 돌아와서는 일본말과 영어에 능통한 실력을 존중받아 카지노에서 일했다. 영문으로 작성한 워드프로세서 문서를 전자우편으로 받아서 읽는 장면과 카지노 면접시험에서 일본말과 영어로 이야기하는 장면은 수연이 외국어에 막힘이 없음을 입증함. 나중에는 제니가 미국에서 총을 맞고 죽은줄만 알았던 김인하에 대한 얘기를 한 후 김인하와 다시 재회하여 제주도에 있는 섭지코지의 집에서 같이 살게됨
어릴때 김인하와 임대치 살인사건으로 연루되면서 경찰서 안 유치장에 있다가 아버지의 도움으로 바로 빠져나와 미국으로 가게되는데 처음에는 성격이 좋았지만 중간에 아버지의 기밀문서를 지키고 나서 김인하와 유종구가 한명진 살인 사건의 용의자로 연루되고 미국으로 밀항 시킨 후 성격이 정반대로 바뀌어 사업에 대한 욕심이 많음 그리고 원래는 미국에서 서진희를 만나 좋아했지만 카지노의 경쟁자가 된 후 어릴때 극장에서 만나고 카지노 딜러로 다시 만나다가 씨월드의 기획팀에 있는 민수연을 좋아하는데도 나중에 양승국이 민수연을 위협하자 김인하가 나타나서 결국 씨월드를 그만두라고 말하여 이루어지지 않음
- 박솔미 : 서진희 역 (아역 : 박신아) - 서 회장의 양딸이자 오아시스 호텔의 관리 이사였다가 사장으로 나중에는 김인하와 같이 협력하지만 마피아 자금 때문에 김인하가 사업을 그만둠

### 주변 인물
- 허준호 : 유종구 역 - 교도소에서 만난 김인하의 친구며 나중에는 ISIC 투자 회사를 김인하와 같이 하게되고 제니와 연인 사이가 됨
- 김태연 : 제니 역 - 김인하, 유종구의 친구이자 미국에서 만난 재미교포며 나중엔 ISIC 투자 회사를 김인하와 같이 하면서 유종구와 연인 사이가 됨
- 이덕화 : 최도환 역 - 최정원의 아버지
- 선우은숙 : 윤혜선 역 - 최정원의 어머니 (원래 인하의 친모역이기도 하였으나 중간에 각본이 바뀌면서 정원의 양모 역할만 함.)
- 조경환 : 서승돈 역 - 서진희의 아버지
- 임현식 : 김치수 역 - 김인하의 삼촌으로 나중에 장현자와 김인하가 마련한 집에서 같이 살게됨
- 박원숙 : 장현자 역 - 유정애의 엄마로 나중에 김치수와 같이 살게됨
- 최준용 : 박태준 역 (아역 : 윤동원) - 형사
- 윤기원 : 우용태 역 (아역 : 허인범) - 웨이터
- 임대호 : 천상구 역 (아역 : 함재석)
- 백승현 : 양시봉 역 (아역 : 김경재) - 화가
- 최정원 : 유정애 역 (아역 : 박꽃하얀) - 장현자의 딸이자 나이트클럽의 댄서 겸 가수로 중간에 임대수와 사귀지만 결혼식을 올리고 신혼 여행을 가는 도중에 임대수가 죽으면서 이루어지지 않음
- 정유석 : 임대수 역 † - 중간 보스로 유정애와 사귀다가 신혼 여행을 가는 도중 천상두의 부하인 짜구에게 살해당하면서 사망
- 기주봉 : 천상두 역
- 박정우 : 짜구 역 - 천상두의 부하
- 서범식 : 도치 역 - 천상두의 부하
- 최종환 : 양승국 역 - 최도환의 부하
- 한정국 : 한 이사 역 - 오아시스에 있다가 씨월드로 옮김
- 김주명 : 윤 이사 역
- 최란 : 장미란 이사 역
- 김하균 : 손 이사 역
- 송채환 : 서인희 (마리아) 수녀 역 - 서 회장의 친딸
- 윤서현 : 만수 역
- 이계인 : 가리봉동 바위 (야바위) 역 - 김치수, 장현자와 삼각 관계
- 정호빈 : 정준일 역 - 마피아 중간 보스로 나중에 마이클 장과 재회함
- 지아니 루소 : 팔코네 역 - 마피아 두목[1]
- 김병세 : 마이클 장(장명국) 역 - 처음에는 김인하가 미국에 있는 포커 대회에서 번 돈으로 유종구와 함께 사업에 힘쓰도록 도우지만 나중에는 그 돈이 마피아 자금인걸 들켜 김인하, 유종구를 제거하려다 사업자 대표도 되지 못하고 한라호텔마저 서진희한테 매각한채 잠적함
- 유민 : 리에 역 - 마이클 장 (장명국) 부인으로 나중에 김인하와 같이 포커 게임을 하다가 져서 모든 사실을 얘기하고 떠남
- 정국진 : 마이클 장의 비서 유정준 역
- 송귀현 : 무소속 국회의원 조창수 역
- 박준희 : 조정민 역 - 조 의원의 딸로 나중에 최정원과 만나서 결혼까지 약속하지만 이루어지지 않음

### 그 외 인물
- 이원발 : 김인하, 최정원의 담임 교사 역
- 이재포 : 경성극장의 간부 역
- 허웅 : 극장에서 만난 불량배 역
- 손호균 : 양태 역
- 원덕현 : 고아원 아이 역
- 이대로 : 유상천 역
- 공현주 : 카지노 딜러 역
- 원숙희 : 카지노 딜러 역
- 이지수 : 카지노 딜러의 미선 역
- 김영석 : 염재만 역 - 카지노 피트보스
- 서지혜 : 나이트 종업원 미희 역
- 홍여진 : 정 마담 역 - 한명진과 같이 도박을 함
- 신범식 : 빡빡이 정달 역 - 임대수의 부하
- 김동현 : 씨월드 기획팀 유정우 역
- 김희정 : 씨월드 기획팀 차미선 역
- 손정민 : 씨월드 기획팀 지혜 역
- 프란시스 : 김인하와 포커 게임에서 만난 제니의 친구 역
- 제임스 : 김인하와 포커 게임에서 만난 제니의 친구 역
- 원기준 : ISIC 투자회사 광수 역
- 백현숙 : ISIC 투자회사 선영 역
- 김태영 : 김인하의 담당 의사 역
- 박팔영 : 형사 역
- 김정하 : 여자 역 - 인하의 엄마
- 김진화 : 요시키 역
- 이제니 : 게이샤 낸시 역
- 문회원
- 박일
- 권오현
- 손민우 : 리키 역
- 김동수 : 아첸 역
- 김동균
- 박용기
- 김승환
- 옥승일
- 박재웅
- 장순천
- 정일원
- 이종갑
- 박상현
- 이시은
- 이규호
- 김유철
- 박규점
- 고태산
- 조경호
- 최은석
- 한춘일
- 최범호
- 김홍수
- 신준영
- 유형관
- 윤갑수
- 주효만
- 이정훈
- 전해룡
- 나재균

### 특별 출연
- 이희도 : 민정태 기사 역 † - 민수연의 아버지 (1회 ~ 2회)
- 박상면 - 임대치 역 † - 임대수의 친형이자 불곰파 두목으로 혼자 집에 있다가 방화로 불에 맞아 사망하여 결정적으로 범인이 김인하와 최정원으로 밝혀지자 김인하만 무려 7년동안 교도소에서 살게됨 (2회)
- 현진영 (4회)
- 명로진 : 한명진 역 † - 도박에 미친 백화점 사장으로 김인하, 유종구와 함께 도박판을 벌이다가 갑자기 한강에서 사망하는데 처음에는 김인하와 유종구를 살인범으로 누명을 씌우지만 나중에 검찰에서 기소유예로 결론짓고 사건을 다시 재수사하여 범인이 최도환과 양승국으로 밝혀짐 (9회)
- 조연우 : 일본 야쿠자 보스 역 (11회)

### 회차목록
아래는 시청률로, 빨간색 수치는 최고 시청률, 파란색 수치는 최저 회차을 나타낸다.
| 1회       | 첫 번째              | 2003.01.15 |
| 2회       | 두 번째              | 2003.01.16 |
| 3회       | 세 번째              | 2003.01.22 |
| 4회       | 네 번째              | 2003.01.23 |
| 5회       | 다섯 번째            | 2003.01.29 |
| 6회       | 여섯 번째            | 2003.01.30 |
| 7회       | 일곱 번째            | 2003.02.05 |
| 8회       | 여덟 번째            | 2003.02.06 |
| 9회       | 아홉 번째            | 2003.02.12 |
| 10회      | 열 번째              | 2003.02.13 |
| 11회      | 열한 번째            | 2003.02.19 |
| 12회      | 열두 번째            | 2003.02.20 |
| 13회      | 열세 번째            | 2003.02.26 |
| 14회      | 열네 번째            | 2003.02.27 |
| 15회      | 열다섯 번째          | 2003.03.05 |
| 16회      | 열여섯 번째          | 2003.03.06 |
| 17회      | 열일곱 번째          | 2003.03.12 |
| 18회      | 열여덟 번째          | 2003.03.13 |
| 19회      | 열아홉 번째          | 2003.03.19 |
| 20회      | 스물 번째            | 2003.03.20 |
| 21회      | 스물한 번째          | 2003.03.26 |
| 22회      | 마흔두 번째          | 2003.03.27 |
| 23회      | 스물세 번째          | 2003.04.02 |
| 24회      | 스물네 번째 (최종회) | 2003.04.03 |
| 평균 회차 |                      |            |

## 수상 경력
- 2003년 SBS 연기대상 공로상 박원숙
- 2003년 SBS 연기대상 조연상 허준호
- 2003년 SBS 연기대상 드라마스폐셜 연기상 지성
- 2003년 SBS 연기대상 10대 스타상 이병헌
- 2003년 SBS 연기대상 10대 스타상 송혜교
- 2003년 SBS 연기대상 최우수연기상 송혜교
- 2003년 SBS 연기대상 대상 이병헌

## 참고 사항
- 원작 소설의 극적 요소만을 골라서 만든 본 드라마의 제목으로 사용된 '올인'이란 도박에서 돈을 모두 잃은 상태를 뜻하거나 모든 일에 한판 승부를 걸면서 배수진을 치는 등 두 가지 의미를 함축적으로 담아낸 뜻에서 비롯된 말이므로, 성공과 사랑에 일생을 걸고 승부하는 사람들의 격동에 찬 생애을 담은 드라마이므로, 날로 갈수록 심화되고 있는 물질만능주의와 한탕주의가 팽배해지고 있는 현실 속에서 진정한 성공의 의미를 진지하게 돌이켜보자는 취지로 기획한 것이다.
- 본 드라마의 주인공 김인하(이병헌)는 원작 소설 속의 실존인물 차민수를 모델로 설정했지만, 프로 바둑기사 출신인 차민수씨는 1976년 미국으로 이민을 떠나 포커와 블랙잭 등 각종 도박에서 발군의 기량을 과시하며 카지노의 대부로 성장한 인물이었다.
- 소설가 노승일 작가의 동명 원작을 극화한 본 드라마는, 유년 시절에 겪었던 불우한 성장 환경과 운명적인 시련을 극복하는 스토리를 함축적으로 담아내면서, 서로 제각각 다른 환경 속에서 자란 주인공들이 파란만장한 삶을 통해 인생의 전부를 한 판 걸고 벌이는 남자들의 승부 세계를 보여줌으로써 장중한 스케일과 리얼리티를 겸비한 선 굵은 드라마의 면모를 보여주었다.[2]
- 극 중에서 묘사된 카지노 상황은 제주도 외국인 전용 카지노와는 전혀 관계가 없다.
- 《올인》의 외주제작사인 초록뱀미디어(이하 '초록뱀')가 《올인》과 KBS 2TV 《장희빈》을 동시에 외주제작한 바 있었으나[3] 당시엔 외주제작사 초록뱀미디어가 《장희빈》의 외주제작사인 이스타즈에 후발주자로 참여했었다.
- KBS 드라마본부의 엄기백 국장의 인터뷰에서, "시청 가능 연령을 표시하는 드라마 등급 제도가 2002년 11월 1일부터 의무화 됨에 따라, 도박 등 사행성을 조장하는 사회적 질서 유지에 위험적인 소재를 다뤘기 때문에, 19세 이상 시청가로 상향 조정되었다"라고 덧붙이면서, 청소년 보호법상, 청소년 유해 매체물로 고시한 바 있다.[4][5][6]
- 정부 차원의 금연확산정책의 일환으로 흡연 장면이 일체 금지된 이후에, KBS와 SBS 등 모든 방송사들의 금연 캠페인 시행 이전에 2002년 9월부터 본격적으로 촬영을 시작한 본 드라마는 약간의 흡연장면이 포함되어 있음을 양지한다는 자막 고지가 표시되었다. 당시 SBS 드라마본부의 구본근 팀장의 인터뷰에서 "카지노 드라마를 표방한 만큼 도박에 대한 일반인들의 관심을 증폭시킬 수 있는 심각한 부작용까지 우려된다는 여러가지 의혹이 제기될 가능성이 높기 때문에, 극 중에서 등장하는 도박 장면은 스토리 전개에 도구 역할일 뿐이지만, 불가피한 장면도 스릴러물 특유의 긴장감 넘치는 승부의 이미지와 상황 논리를 전하는 선에서 처리하였다"라고 설명하였다.
- 극중 제니 역으로 나온 김태연은 《올인》에 출연하기 앞서 2000년 하반기 때 방영할 예정이었던 SBS 《신화》의 여주인공으로 분할 예정이었으나 고사 후 이 작품을 선택했으며 또한 당시 제작진이 남자 주인공의 한 명이었던 김국진과 갈등을 빚어[7] 해당 작품의 편성이 취소된 바 있었다.
- 간접광고 문제 때문에 방송위원회(현 방송통신심의위원회)로부터 '주의' 조치를 받았다[8].

## 같이 보기
- 대한민국의 텔레비전 드라마 목록 (ㅇ)
- 2003년 대한민국의 텔레비전 드라마 목록
- 슬롯 머신
- 도박